# Флаг Сингапура
Флаг Сингапура (англ. Flag of Singapore, малайск. Bendera Singapura) — один из официальных государственных символов Сингапура. Впервые государственный флаг был утверждён в 1959 году, когда Сингапур входил в состав Британской империи. 8 августа 1965 году флаг вновь был утверждён как флаг независимого государства.
Флаг состоит из двух равновеликих горизонтальных полос: сверху красная и снизу белая. Красный цвет олицетворяет всеобщее братство и равенство людей, а белый — чистоту помыслов и вечность, честность  и добродетель. В верхнем левом углу изображён белый полумесяц, рядом с которым расположено пять звёзд, образующих круг. Полумесяц символизирует молодую, растущую нацию и является символом начала , а пять звёзд — идеалы Сингапура: демократию, мир, прогресс, справедливость и равенство.